# Polistes dominula
Espèce
Polistes dominula est une espèce d'insectes hyménoptères de la famille des Vespidae, de la sous-famille des Vespinae et du genre Polistes. C'est une des espèces de guêpes sociales des zones tempérées. 

## Description
Plus élancées que les guêpes communes, les polistes s'en distinguent par leurs longues pattes traînantes en vol, leur taille plus longue, par le port des ailes différent, et surtout par leurs antennes en massue orangée. 
La reine fait de 13 à 18 mm de long, les mâles et les ouvrières font 12 à 15 mm.
On les distingue au premier coup d’œil par leurs antennes jaunes, alors que les guêpes du genre Vespula (guêpe commune, germanique etc) ont les antennes noires. En vol, elles laissent pendre leurs grandes pattes arrière.
Elles se distinguent des Polistes bischoffi par l'extrémité entièrement jaune orangé de leurs antennes.

Sur leur face, le clypéus est entièrement jaune ou présente une tache noire plus ou moins grande. Leurs ailes sont étroites avec deux rangées de cellules. Leur abdomen est plus fuselé, avec l'extrémité plus pointue que chez les Vespula.
Comme toutes les guêpes, elles ont un aiguillon venimeux dont elles se servent rarement contre les intrus, étant peu agressives. Néanmoins, l'approche à moins d'un mètre du nid peut déclencher l'attaque et les piqûres. Il est conseillé de s'approcher doucement. 
Les alvéoles du nid non recouverts d'une paroi, sont bien visibles, on peut donc observer facilement le comportement des polistes. Le nid est fabriqué à partir de cellulose prélevée sur du bois mort.
Polistes dominula est la seule guêpe poliste pouvant être parasitée par des strepsiptères (stylopisation), ce qui peut lui donner une forme atypique.
L'espèce est très difficile à différencier visuellement de Polistes gallicus, qui est une espèce reconnue actuellement distincte de Polistes dominula (ou P. dominulus).

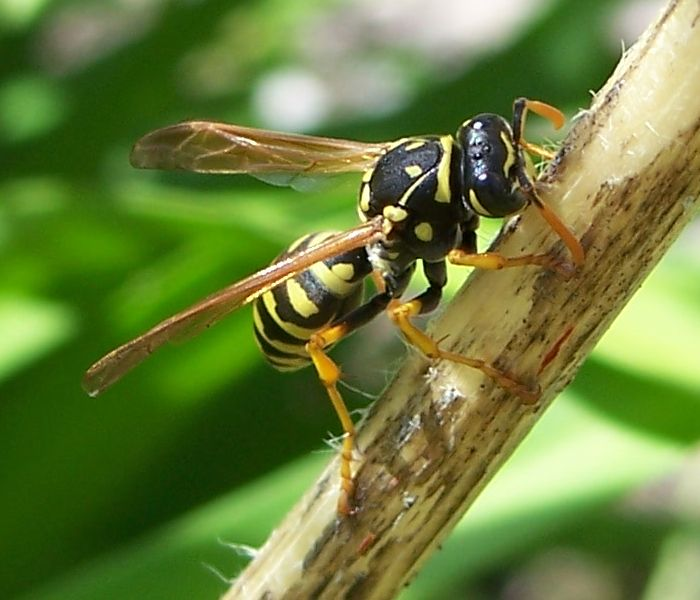
Polistes dominula prélevant des fibres
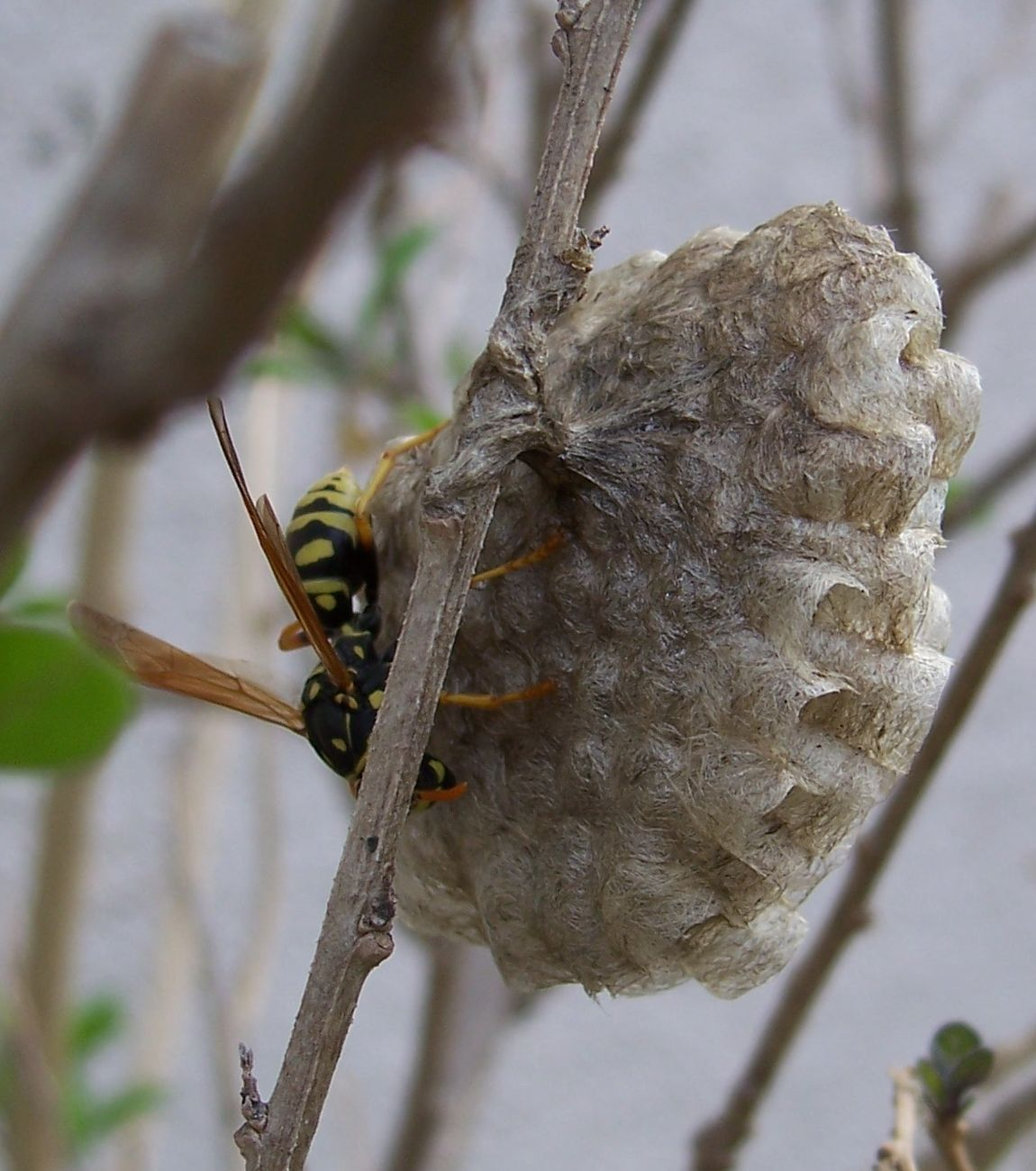
Nid pédonculé formé de fibres végétales
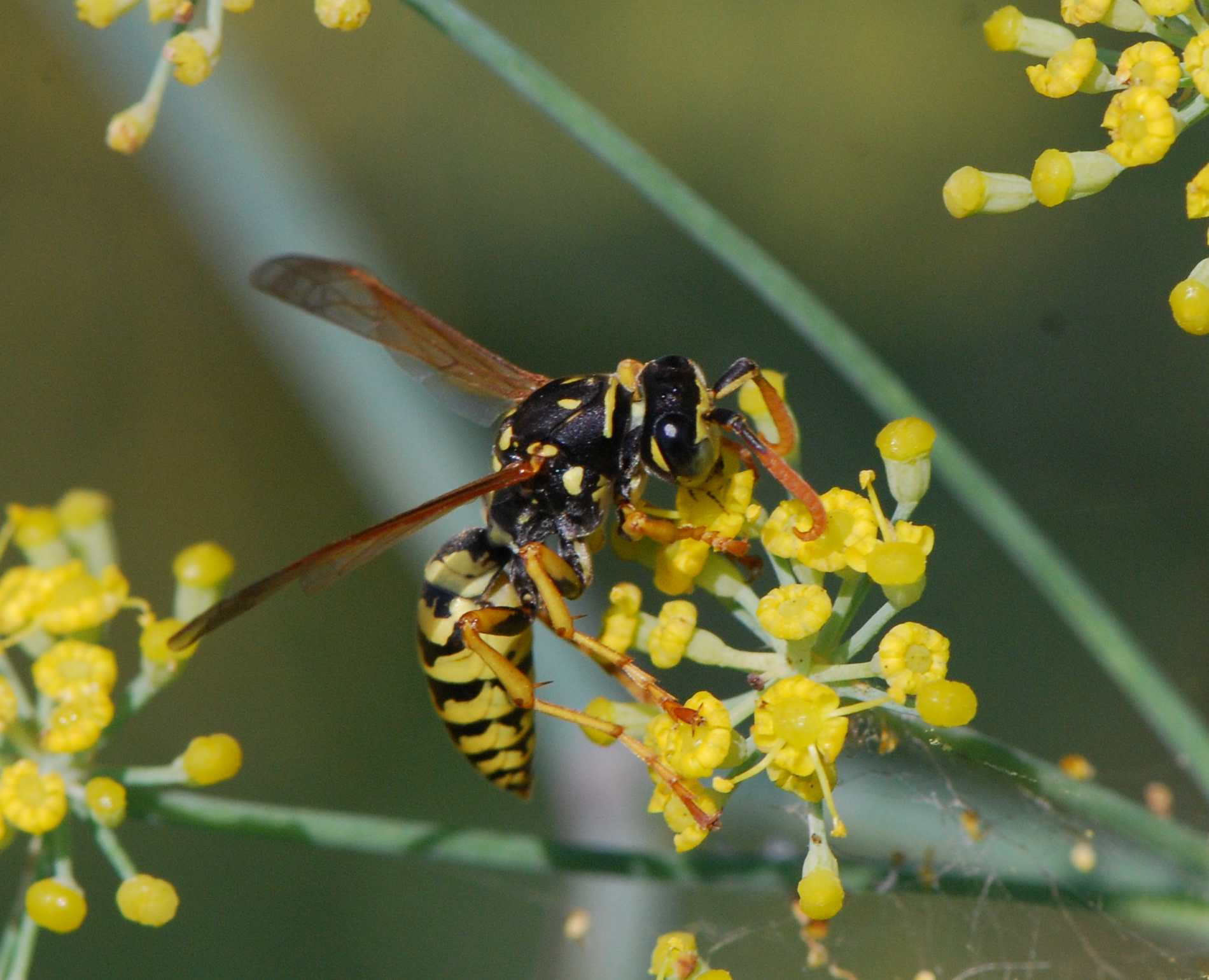
Mâle
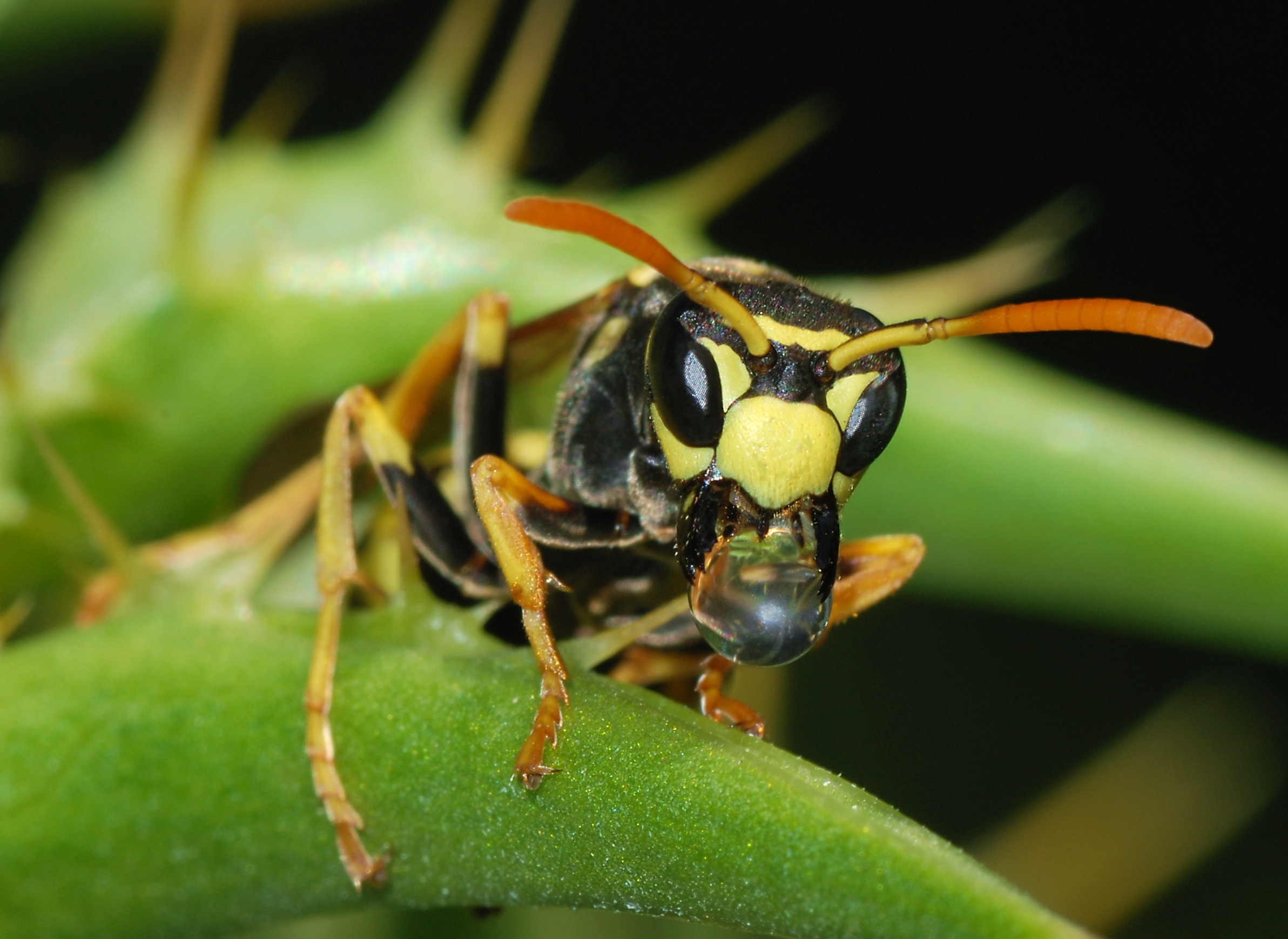
Transport d'une goutte d'eau ; sur la face, clypéus entièrement jaune
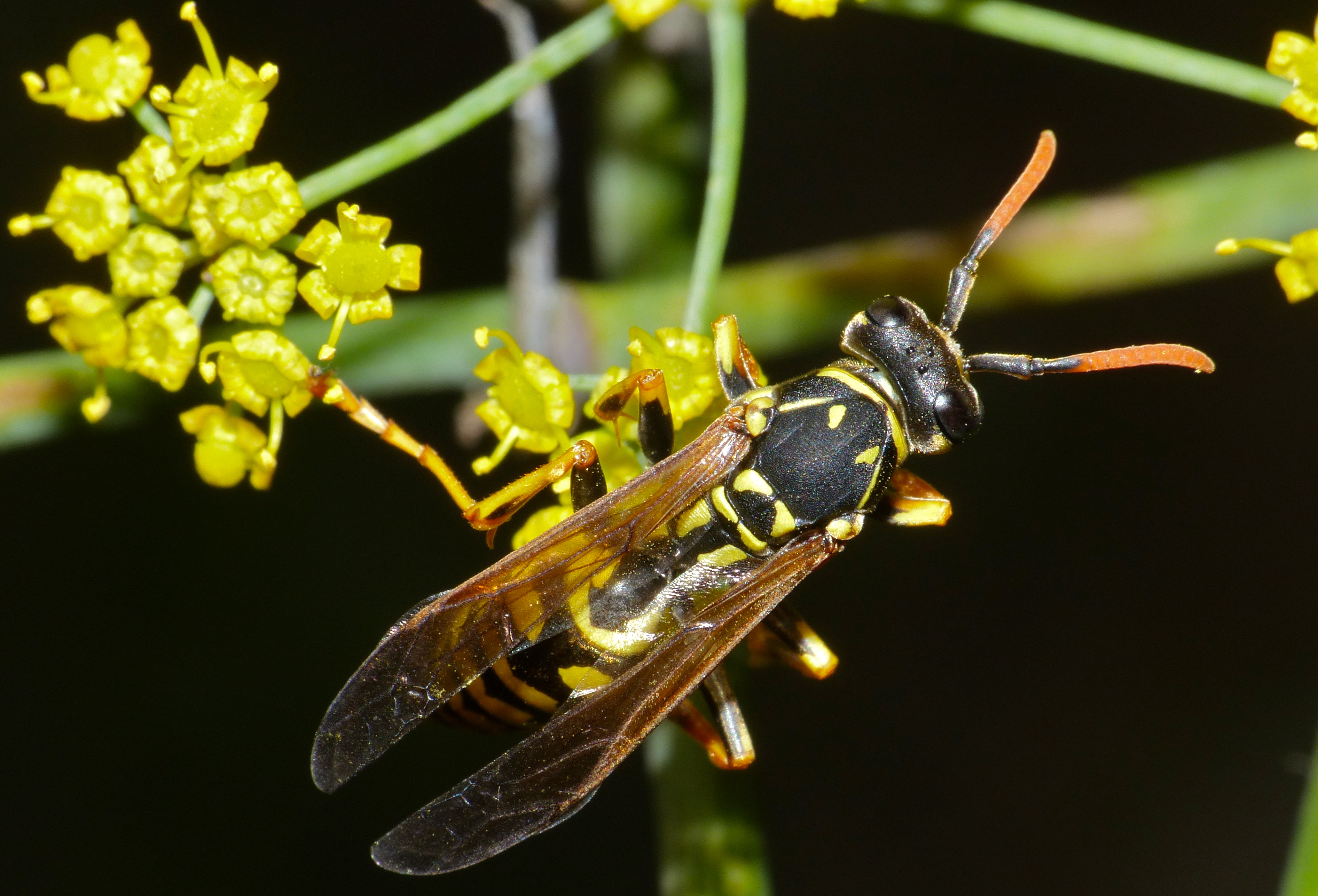
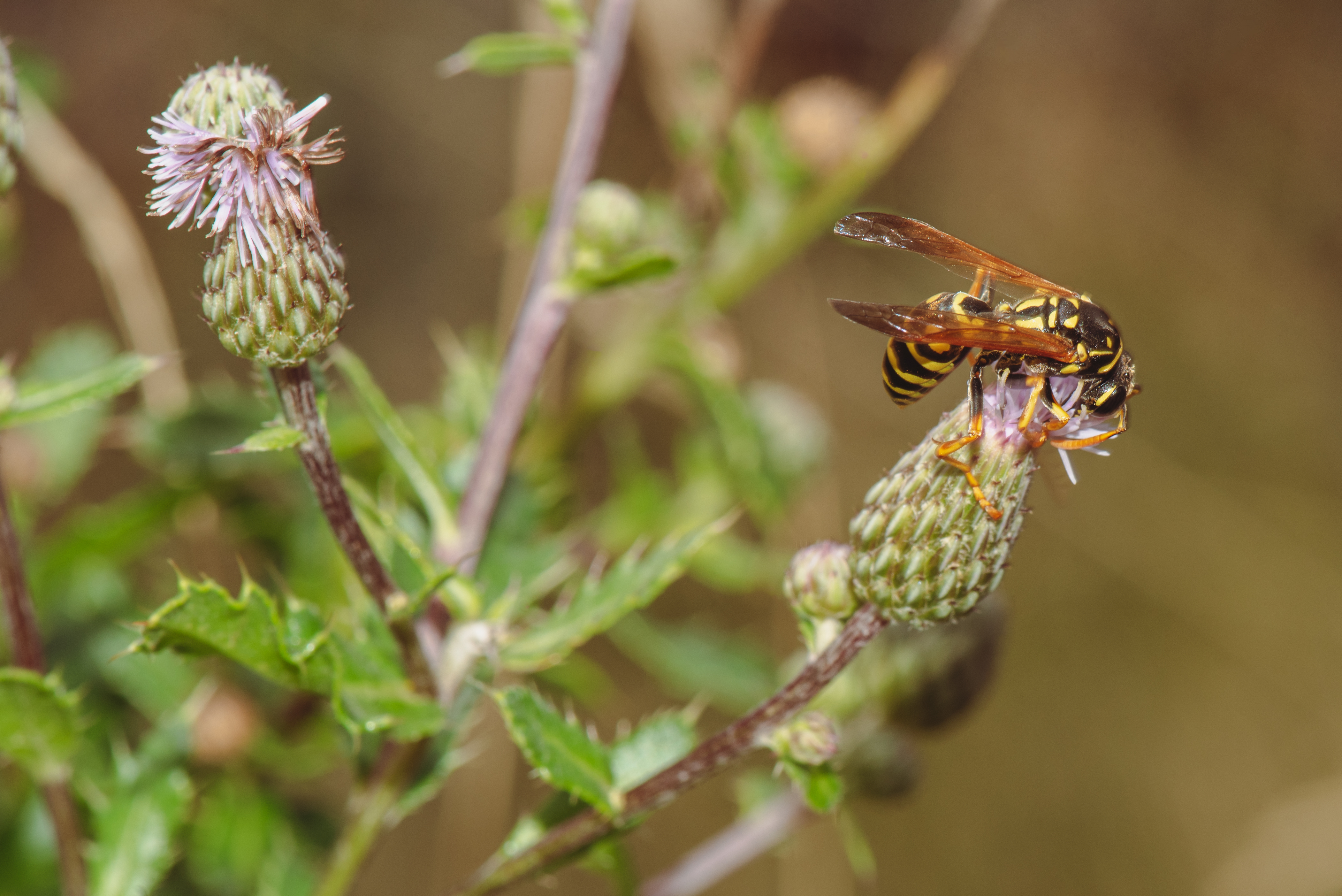
Polistes dominula sur une fleur de chardon des champs

## Répartition et habitat
Répartition
Cette guêpe poliste est originaire d'Europe méridionale et d'Afrique du Nord, ainsi que des régions tempérées d'Asie jusqu'en Chine y compris. Elle a été introduite en Australie et en Amérique du Nord. Elle est d'ailleurs considérée comme une espèce invasive au Canada et aux États-Unis. L'espèce semble aussi en expansion vers le Nord depuis les années 1980 (Belgique et Nord de la France par exemple) où elle est devenue aujourd'hui l'espèce la plus commune. 
Habitat
Cette espèce utilise des supports artificiels (toiture…) pour construire son nid, contrairement à la guêpe locale (Polistes biglumis) qui convoite les supports naturels.

## Comportement

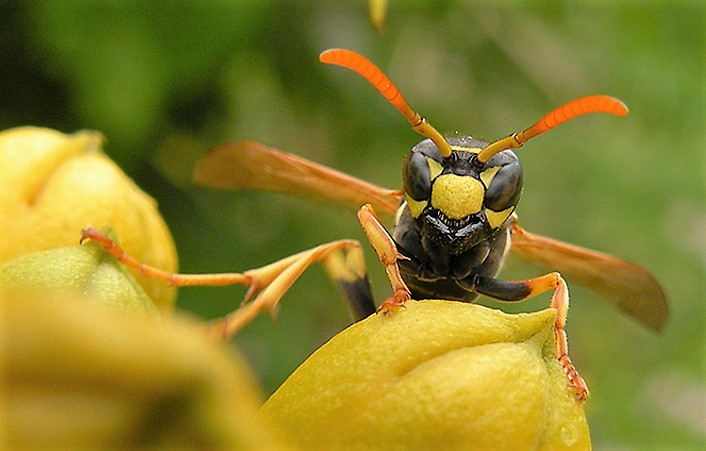

Les jeunes femelles fécondées quittent le nid en automne. Elles hibernent dans des arbres creux, dans le sol, dans des cavités, voire dans les maisons pour émerger au printemps.
Ouvrières et mâles meurent avec les premiers gels. Les nids sont refaits à des endroits différents tous les ans, les femelles d'un nid pouvant rester groupées pour fonder de nouvelles colonies. Elles vont rechercher l'abri d'un trou de mur ou d'un tronc d'arbre, se mettre en diapause et hiverner.
Il peut y avoir plusieurs « reines » (femelles fécondées), au printemps, dans le même nid. Une des femelles, la dominante, va dévorer la ponte des autres, ses concurrentes, qui deviennent ses subordonnées et jouent le rôle d'ouvrières, donnant la becquée aux larves, en attendant l'éclosion d'ouvrières. Les mâles, reconnaissables à leurs yeux clairs, apparaissent en fin de saison.
Quand il fait très chaud, on peut observer des ouvrières sur les points d'eau (mares, abreuvoirs...) boire abondamment. Elles recrachent l'eau sur les parois du nid, ce qui provoque un refroidissement par évaporation.

## Espèce proche
- Polistes gallicus avec laquelle elle a été longtemps confondue.

## Systématique
L'espèce a été décrite par l'entomologiste allemand Johann Ludwig Christ en 1791 sous le nom initial de Vespa dominula.

### Synonymie
- Vespa dominula  Christ, 1791 protonyme[6].

### Noms vernaculaires
- guêpe poliste
- poliste commun

## Polistes dominulaet l'Homme

### Allergie au venin
L'aiguillon est lisse et peut servir plusieurs fois. La piqûre provoque une intense sensation de cuisson et une vive douleur. En cas de piqûres rapprochées, il y a un risque de choc anaphylactique qui peut être grave. Ce cas est tout de même rare. Les guêpes polistes ne sont pas agressives de manière générale et ne présentent aucun danger réel pour l'homme ; il convient néanmoins de ne pas s'approcher vivement de leur nid.